# Историјски часопис
Историјски часопис је био гласник Историјског института САНУ на српском језику, од оснивања па до 1961. године када Институт постаје независна установа и постаје гласник Историјског института Београд.
Излази од 1948. године до данас са кратким прекидима као двоброј. Покренут је с циљем с којим је и основан Историјски институт а то је назначено у предговору у првом броју:
проучавање друштвене, економске, политичке и културне историје српског народа а тако исто и његових односа с осталим југословенским и суседним балканским народима и државама.— из предговора првог броја Историјског часописа
Чланови прве редакције часописа били су: Милан Будимир, Никола Вучо, Георгије Острогорски, Јован Радонић, Живан Сечански, Јорјо Тадић и главни и одговорни уредник Виктор Новак. Главни уредници су били директори Историјског института: Илија Синдик (1954—1955), Мита Костић (1958), Јорјо Тадић (1961—1962), Реља Новаковић (1971-1973), Даница Милић (1974-1986), Славенко Терзић (1987 - 2002) , Тибор Живковић (2002 - 2010) и Срђан Рудић (од 2011).
У току свог излажења Историјски часопис се није појавио три пута (1968, 1969. и 1970). Часопис је наставио да излази 1971. године (број 18) док је претходни био двоброј 1966-1967 (16-17). Извесна пауза у објављивању часописа начињена је и у скорије време па се 1994. појавио број 39 за 1992. годину а 1995. године број 40-41 за 1993-1994. годину.
Часопис је првобитно био подељен на следеће рубрике: Расправе и чланци, Ситни прилози, Критике, Полемике, Прикази, Сведочанства из ослободилачког рата, Часописи и зборници, Установе, Извештаји научних сарадника Историјског института САН, Varia. У оквиру целине Расправе и чланци објављивана су најновија научна истраживања из, како хронолошки тако и тематски, различитих области. Временом је концепција часописа промењена тако да су неке рубрике избачене и замењене новим. У последњим бројевима налазе се следеће рубрике: Чланци и расправе, Прилози, Методологија и историја историографије, Библиографија, Критике, Прикази, Научни живот, Хроника, повремено In memoriam. Часопис садржи индекс имена. Поједини бројеви Историјског часописа су били тематски посвећени одређеним личностима или јубилејима (број 5 је посвећен Јовану Радонићу, број 8 Илији Синдику, број 9-10 десетогодишњици Историјског института и самог часописа, број 18 Јорју Тадићу, број 24 Виктору Новаку, број 34 Даници Милић, број 36 Глигору Станојевићу, број 56 Ружи Ћук).
Часопис је доступан и у електронској форми на сајту Историјског института Београд.